# Ла-Гранд (река)

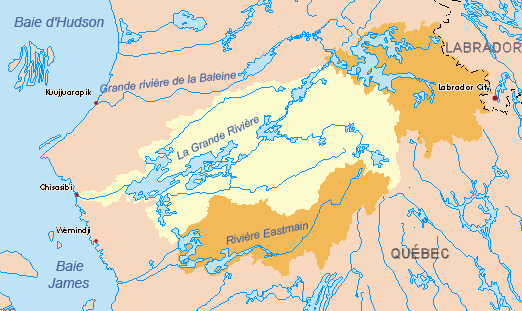
Бассейн реки Ла-Гранд до и после начала проекта Бе-Жамс (1984)

Ла-Гранд (фр. La Grande Rivière, ранее Биг-Ривер, англ. Big River, р. Форт-Джордж; кри: Чисасиби) — река в регионе Северный Квебек, провинция Квебек, Канада. Впадает в залив Джеймс.

## Гидрография
Длина реки — 893 км, площадь водосборного бассейна — 97 600 км². Начинается на Канадском щите на высоте более чем 500 метров. Среднегодовой естественный расход воды равен примерно 1700 м³/с. До начала строительства ГЭС в 1970 году, Ла-Гранд была четвёртой наиболее важной рекой Квебека, после рек Святого Лаврентия, Коксоак и Сагеней.

## Проект Бе-Жамс
В 1984 году, несмотря на протесты автохтонного населения Квебека, в рамках проекта Бе-Жамс воды рек Каниаписко, Истмейн с притоком Опинака были переброшены в русло Ла-Гранд, повысив её средний расход воды в два раза, до показателя около 3300 м³/с. Площадь бассейна реки увеличилась до 177 000 км², что составляет 12 % площади Квебека (или треть площади материковой Франции).

## История
Исследованием реки впервые занялась Компания Гудзонова залива, основавшая в 1803 году форт Биг-Ривер-Пост. Современное промышленное развитие началось в 1970-х годах в рамках провинции Квебек, под руководством компании Гидро-Квебек.

## Населённые пункты
- Радиссон (франкоканадцы)
- Шисасиби (кри)

## Галерея

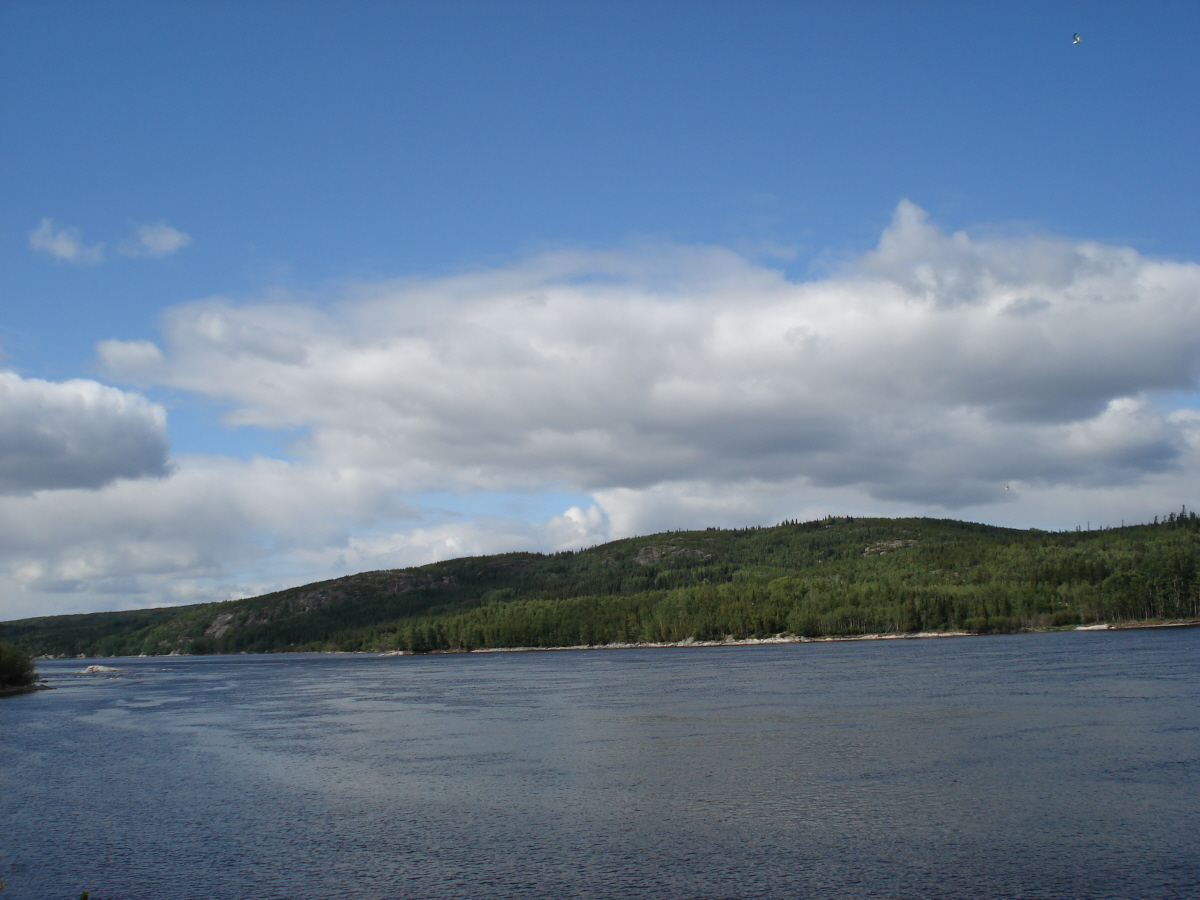
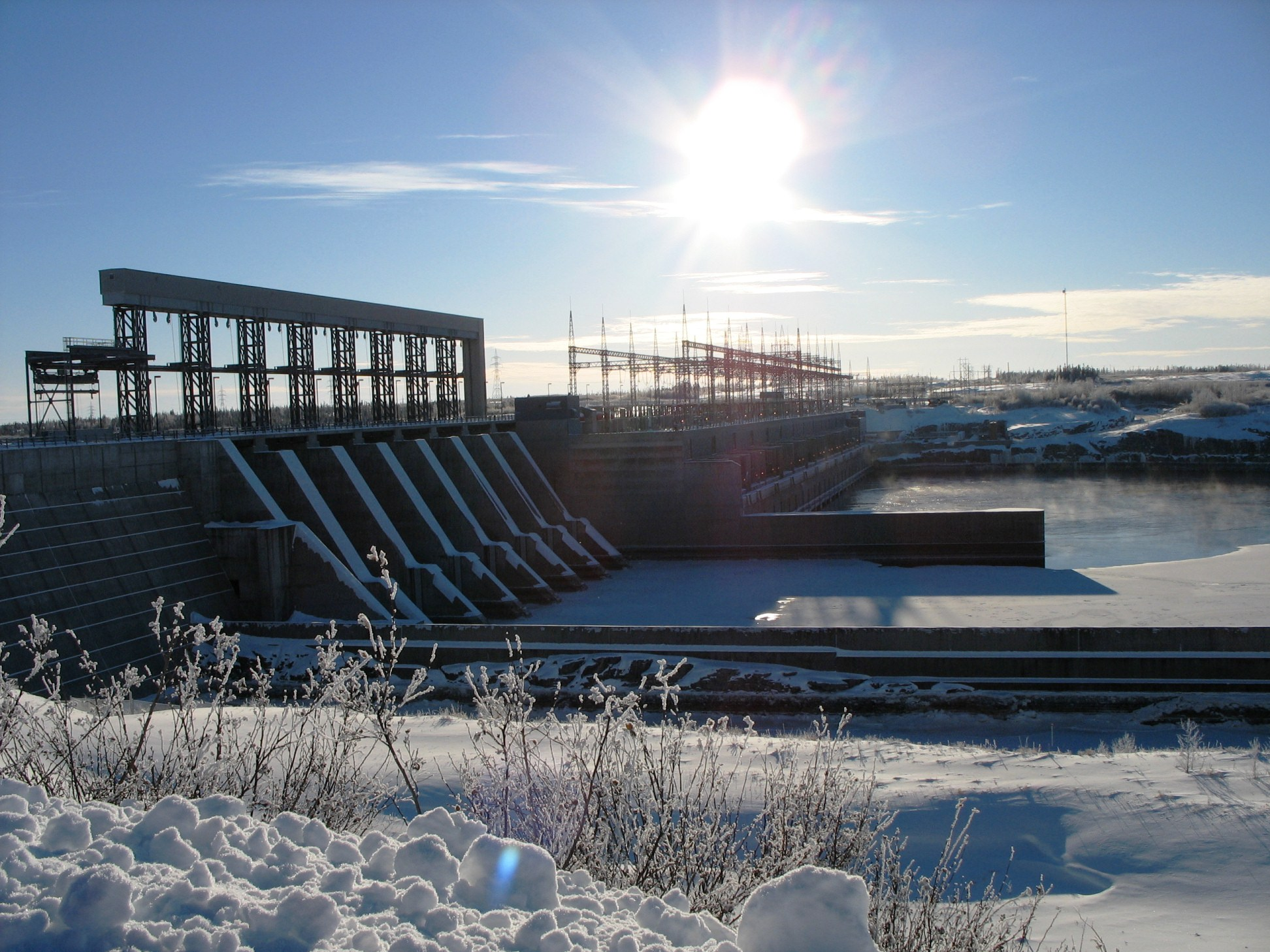
ГЭС Ла-Гранд-1